# 趙彥清 (外交官)

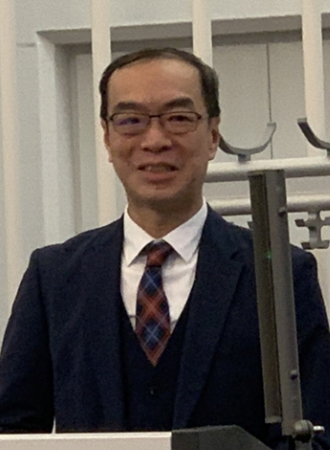
2022年攝於德國海德堡

趙彥清，中華民國外交官。

## 學歷
- 國立政治大學法律學系法學士、法學碩士
- 海德堡大学法學碩士
- 弗赖堡大学法學博士
- 馬克斯蒲朗克國際刑法暨犯罪學研究所（英语：Max Planck Institute for the Study of Crime, Security and Law）研究
- 維也納外交學院語言訓練
- 史丹佛大學民主發展暨法治中心研究（Center on Democracy, Development, and the Rule of Law）
- 哈佛大學甘迺迪學院進修
- 喬治·華盛頓大學席格爾亞洲研究中心研究（Sigur Center for Asian Studies）

## 經歷
- 中原大學財經法律學系專任講師
- 外交部條約法律司科員
- 中華民國常駐世界貿易組織代表團三等、二等秘書
- 外交部國際合作及經濟事務司科長
- 行政院經貿談判辦公室助理談判代表
- 國家安全會議借調秘書
- 臺灣美國事務委員會薦任秘書
- 外交部條約法律司薦任秘書、專門委員、副司長
- 駐德國臺北代表處慕尼黑辦事處總領事銜處長[註 1]
- 中國文化大學法律學系兼任助理教授

## 著作
- 《结果加重犯之歸責基礎》（硕士论文，1999年）[5]
- 《中華民國(臺灣)參加「跨太平洋夥伴協定」(TPP)之政治與經濟因素障礙及解決之道》（公務出國報告，2015年）[6]
- 《國際公法》（專著，2022年）[1]

| 外交職務      | 外交職務                         | 外交職務 |
| ------------- | -------------------------------- | -------- |
| 前任： 許聰明 | 中華民國駐慕尼黑處長 2022年3月－ | 繼任： ' |